# بز کرت
بز کرت (نام علمی: Capra aegagrus cretica) نام یک زیرگونه از گونه بز کوهی است.